# 1976–1977-es közép-európai kupa
Az 1976–1977-es közép-európai kupa a Közép-európai kupa történetének harmincnyolcadik kiírása volt. A sorozatban Csehszlovákia, Jugoszlávia, Magyarország és Olaszország 1-1 csapata képviseltette magát. A csapatokat csoportmérkőzéseket vívtak egymással, és a csoport első helyezettje nyerte meg a kupát.
A kupát a Vojvodina nyerte el, története során első alkalommal.

### Első forduló
| Csapat #1    | Eredmény | Csapat #2 |
| ------------ | -------- | --------- |
| Fiorentina   | 0 – 0    | Vojvodina |
| Sparta Praha | 2 – 0    | Vasas     |

### Második forduló
| Csapat #1 | Eredmény | Csapat #2    |
| --------- | -------- | ------------ |
| Vasas     | 1 – 0    | Fiorentina   |
| Vojvodina | 2 – 1    | Sparta Praha |

### Harmadik forduló
| Csapat #1  | Eredmény | Csapat #2    |
| ---------- | -------- | ------------ |
| Fiorentina | 3 – 0    | Sparta Praha |
| Vasas      | 3 – 2    | Vojvodina    |

### Negyedik forduló
| Csapat #1    | Eredmény | Csapat #2  |
| ------------ | -------- | ---------- |
| Sparta Praha | 2 – 0    | Fiorentina |
| Vojvodina    | 2 – 2    | Vasas      |

### Ötödik forduló
| Csapat #1 | Eredmény | Csapat #2    |
| --------- | -------- | ------------ |
| Vojvodina | 4 – 2    | Fiorentina   |
| Vasas     | 2 – 0    | Sparta Praha |

### Hatodik forduló
| Csapat #1    | Eredmény | Csapat #2 |
| ------------ | -------- | --------- |
| Fiorentina   | 2 – 1    | Vasas     |
| Sparta Praha | 0 – 0    | Vojvodina |

## Végeredmény
| Csapat          | Mérk. | Gy | D | V | GK   | Pont |
| --------------- | ----- | -- | - | - | ---- | ---- |
| 1. Vojvodina    | 6     | 2  | 3 | 1 | 10–8 | 7    |
| 2. Vasas        | 6     | 3  | 1 | 2 | 9–8  | 7    |
| 3. Fiorentina   | 6     | 2  | 1 | 3 | 7–8  | 5    |
| 4. Sparta Praha | 6     | 2  | 1 | 3 | 5–7  | 1    |